# Ісидор (Нікольський)
Митрополит Ісидор — (в миру Іаков Сергійович Нікольський; 1 (12) жовтня 1799, с. Нікольське, Тульська губернія — 7 (19) вересня 1892, Санкт-Петербург)  — церковний діяч, митрополит київський і галицький (1858—1860).

## Біографія
Народився у родині сільського диякона. 1807 року вступив до Тульського духовного училища, після закінчення якого 1813 року вступає до Тульської духовної семінарії. 1821 року закінчив семінарію
У 1821-25 рр. навчався у Санкт-Петербурзькій духовній академії.
22 серпня 1825 р. прийняв чернечий постриг.
У 1825-29 рр. викладав богослов'я в академії.
У 1829-33 рр. настоятель Мценського монастиря та ректор Орловської семінарії. У 1833-37 рр. служив у Московській єпархії. У 1837-40 рр. очолював Полоцьку та Віленську єпархії, з 1840 Могильовську єпархію. У 1844-58 рр. архієпископ Ісидор — екзарх Грузії, з 1856 року — митрополит.
1 березня 1858 року призначений митрополитом Київським і очолював кафедру лише до 1 липня 1860 року, однак за цей час першим запровадив церковно-народні школи.
З 1860 і до 1892 років був митрополитом Новгородським, Санкт-Петербурзьким і Фінляндським. За час його служіння здійснено синодальний переклад Біблії російською мовою. Був дійсним або почесним членом ряду навчальних закладів та наукових товариств.
Особисто знайомий з українським поетом-емігрантом Яковом Головацьким.
Був похований на території Олександро-Невської Лаври.